# 聖伯尼斯 (印地安納州)
聖伯尼斯（英語：Saint Bernice）是位於美國印地安納州弗米利恩縣的一個人口普查指定地區。該地的面積和人口皆未知。

## 地理
聖伯尼斯所處的海拔為高於海平面176米（即577英呎），而該地所採用的時區為UTC-5，即北美東部時區（EST）。同時該地設有夏令時間，為UTC-5調快一小時，即UTC-4（EDT）。